# 戰術頭盔
戰術頭盔（英語：combat helmet）或戰鬥頭盔（英語：battle helmet）是一種頭盔，盔甲的一部分，專門設計來在戰鬥中保護頭部。頭盔是一種古老的個人保護裝備之一，已知阿卡德帝國／蘇美爾在公元前23世紀就已經有佩戴，邁錫尼文明則在公元前17世紀開始使用，亞述為約公元前900年，古希臘和古羅馬亦有使用。戰術頭盔在中世紀期間的許多戰鬥使用，直至17世紀末。

## 历史
头盔是最早开始使用的个人防护设备之一，有考古遗址表明最早的战术头盔的广泛使用起源于大约公元前第23世纪左右。
現代的戰鬥頭盔一般傾向重視抗衝擊和防彈效能，自一戰開始出現能夠更有效保護士兵頭部的鋼盔，此後一直到1980年代仍為各國軍隊的主流裝備。
1980年代後期開始出現凯芙拉材料製的M88防彈盔，除了防彈效能更高外還大大減低了重量，現已成為各國軍警的制式裝備。另一方面又出現了鈦合金製成的戰鬥頭盔（如瑞士PSH-77頭盔和蘇聯阿爾金頭盔），但基於成本和重量問題而沒有普及起來。
步入21世紀後，戰鬥頭盔的設計開始趨向模組化，以滿足作戰人員在盔上安裝如夜視儀等各種配件的需求，典型例子有美國的MICH-2000、先進戰鬥頭盔和輕量化頭盔等。在反恐戰爭中的經驗下，特種部隊開始追求進一步輕量化，但同時高度模組化的頭盔，於是又出現了如未來突擊外殼技術頭盔和空氣框架頭盔等使用碳纖維材料製成的頭盔。

## 缓冲材质
缓冲材质使用于战术头盔是为了避免或减少脑震荡等后遗症。近年来，随着脑震荡方面的研究成为越来越热门的科研课题，新型缓冲材质的开发也相应地加快步伐。